# Ыджиднюр
Ыджиднюр (от коми-перм. ыджид — большой, нюр — болото) — болото в Косинском муниципальном районе Коми-Пермяцкого округа Пермского края. Болотный массив протянулся с севера на юг вдоль восточной границы Коми-Пермяцкого округа. Длина — более 40 км, ширина — от 2 до 8 км.
Болото принадлежит бассейну реки Косы. На его территории расположены озёра Вад и Вадты.